# Relais masculin de biathlon aux Jeux olympiques de 2022
Navigation
Pyeongchang 2018 Milan-Cortina 2026
L'épreuve masculine de Relais 4x7,5 km de biathlon aux Jeux olympiques de 2022 a lieu le 15 février 2022 au Centre de ski nordique et de biathlon de Guyangshu. Lors d'une course pleine de rebondissements, les biathlètes du comité olympique russe font toute la course en tête, jusqu'au huitième et dernier tir où Eduard Latypov arrive avec plus de 50 secondes d'avance sur ses poursuivants. Mais l'exercice est particulièrement difficile pour lui, et il part faire deux tours de pénalité. La Norvège, au tréfonds du classement après le premier relais de Sturla Holm Lægreid parti tourner sur l'anneau de pénalité, revient dans la course grâce à son troisième homme, Johannes Thingnes Bø, le plus rapide sur la piste et qui ramène son équipe en course pour le podium. Quand Latypov craque, c'est Vetle Sjåstad Christiansen qui fait le plein et s'envole vers la victoire pour une cinquième médaille d'or norvégienne en biathlon à Pékin. Placée tout du long en lice pour le podium, la France (neuf pioches mais pas de pénalité) termine en argent avec Quentin Fillon Maillet pour conclure, qui remporte sa cinquième médaille en cinq courses, améliorant son record français aux Jeux d'hiver. Toutefois, il aurait pu jouer le titre s'il n'avait pas fait deux pioches lors de l'ultime passage devant les cibles, passant la ligne d'arrivée à 27 secondes du vainqueur. Le Comité olympique russe prend la médaille de bronze en raison de la défaillance de Latypov au dernier tir. 
La Norvège remporte son troisième titre olympique en relais masculin (après 2002 et  2010), Johannes Bø gagne une troisième médaille d'or à Pékin, tandis que la France obtient son meilleur résultat dans cette épreuve puisqu'elle avait jusque là gagné trois médailles de bronze (en 1994, 2002  et  2006). Avec six médailles, elle établit à Pékin son record en biathlon aux Jeux d'hiver. 

## Médaillés
| Or                                                                                            | Argent                                                                                | Bronze                                                                    |
| Norvège - Sturla Holm Lægreid - Tarjei Bø - Johannes Thingnes Bø - Vetle Sjåstad Christiansen | France - Fabien Claude - Émilien Jacquelin - Simon Desthieux - Quentin Fillon Maillet | ROC - Said Khalili - Alexander Loginov - Maksim Tsvetkov - Eduard Latypov |

## Résultats
L'épreuve commence à 14 heures 30 (7 h 30 h CET) 
| Rang                                | Dossard | Nation                                                                                | Pénalités (Tours+Pioches)            | Temps                                                                     | Ecart          |
| ----------------------------------- | ------- | ------------------------------------------------------------------------------------- | ------------------------------------ | ------------------------------------------------------------------------- | -------------- |
| Médaille d'or, Jeux olympiques      | 1       | Norvège Sturla Holm Lægreid Tarjei Bø Johannes Thingnes Bø Vetle Sjåstad Christiansen | 1+7 0+0 1+3 0+0 0+2 0+2 0+0 0+0 0+0  | 1 h 19 min 50 s 2 20 min 21 s 2 20 min 40 s 1 19 min 10 s 9 19 min 38 s 0 |                |
| Médaille d'argent, Jeux olympiques  | 3       | France Fabien Claude Émilien Jacquelin Simon Desthieux Quentin Fillon Maillet         | 0+9 0+2 0+0 0+1 0+0 0+2 0+1 0+1 0+2  | 1 h 20 min 17 s 6 19 min 48 s 7 20 min 01 s 2 20 min 20 s 6 20 min 07 s 1 | +27 s 4        |
| Médaille de bronze, Jeux olympiques | 2       | ROC Said Khalili Alexander Loginov Maxim Tsvetkov Eduard Latypov                      | 2+6 0+0 0+1 0+0 0+2 0+0 0+0 0+0 2+3  | 1 h 20 min 35 s 5 19 min 40 s 9 19 min 32 s 8 20 min 15 s 5 21 min 06 s 3 | +45 s 3        |
| 4                                   | 4       | Allemagne Erik Lesser Roman Rees Benedikt Doll Philipp Nawrath                        | 1+9 0+0 0+3 0+0 0+1 0+1 1+3          | 1 h 20 min 54 s 5 20 min 21 s 8 20 min 15 s 0 19 min 36 s 3 20 min 41 s 4 | +1 min 04 s 3  |
| 5                                   | 8       | Suède Peppe Femling Jesper Nelin Martin Ponsiluoma Sebastian Samuelsson               | 1+13 0+1 0+3 1+3 0+1 0+3 0+1 0+0 0+1 | 1 h 21 min 39 s 6 20 min 18 s 5 21 min 01 s 5 20 min 05 s 0 20 min 14 s 6 | + 1 min 49 s 3 |
| 6                                   | 10      | Canada Adam Runnalls Christian Gow Jules Burnotte Scott Gow                           | 2+9 0+1 1+3 0+0 1+3 0+2 0+0 0+0 0+0  | 1 h 21 min 46 s 5 20 min 33 s 2 20 min 36 s 8 20 min 32 s 6 20 min 03 s 9 | +1 min 56 s 3  |
| 7                                   | 7       | Italie Thomas Bormolini Tommaso Giacomel Lukas Hofer Dominik Windisch                 | 2+13 0+0 0+2 0+0 0+3 1+3 0+1 0+1 1+3 | 1 h 21 min 48 s 8 20 min 11 s 8 20 min 14 s 5 20 min 38 s 4 20 min 44 s 1 | +1 min 58 s 6  |
| 8                                   | 5       | Biélorussie Mikita Labastau Dzmitry Lazouski Maksim Varabei Anton Smolski             | 2+11 0+2 0+1 0+0 0+2 0+0 2+3 0+3 0+0 | 1 h 21 min 49 s 2 19 min 41 s 8 20 min 43 s 9 21 min 13 s 8 20 min 09 s 7 | +1 min 59 s 0  |
| 9                                   | 6       | Ukraine Bogdan Tsymbal Artem Pryma Anton Dudchenko Dmytro Pidruchnyi                  | 4+12 0+1 0+1 0+1 1+3 0+0 1+3 0+0 2+3 | 1 h 23 min 31 s 5 20 min 22 s 9 21 min 05 s 4 20 min 49 s 9 21 min 13 s 3 | +3 min 41 s 3  |
| 10                                  | 14      | Autriche David Komatz Simon Eder Felix Leitner Harald Lemmerer                        | 2+8 0+2 0+0 0+0 0+2 0+0 0+0 0+1 2+3  | 1 h 23 min 31 s 9 20 min 34 s 2 20 min 33 s 2 20 min 10 s 9 22 min 13 s 6 | +3 min 41 s 7  |
| 11                                  | 11      | Slovénie Miha Dovžan Jakov Fak Lovro Planko Rok Tršan                                 | 0+10 0+1 0+0 0+1 0+3 0+2 0+1 0+0 0+2 | 1 h 24 min 09 s 6 20 min 23 s 6 20 min 43 s 1 21 min 33 s 7 21 min 29 s 2 | +4 min 19 s 4  |
| 12                                  | 9       | Suisse Sebastian Stalder Benjamin Weger Niklas Hartweg Joscha Burkhalter              | 1+8 0+0 0+0 0+1 0+1 0+0 0+0 1+3 0+3  | 1 h 24 min 12 s 3 20 min 58 s 0 20 min 22 s 0 20 min 10 s 0 22 min 42 s 3 | +4 min 22 s 1  |
| 13                                  | 15      | États-Unis Sean Doherty Jake Brown Paul Schommer Leif Nordgren                        | 3+13 0+1 1+3 0+0 1+3 0+0 0+2 1+3 0+1 | 1 h 25 min 33 s 0 20 min 47 s 2 21 min 11 s 5 21 min 21 s 2 22 min 13 s 1 | +5 min 42 s 8  |
| 14                                  | 17      | Lituanie Tomas Kaukėnas Vytautas Strolia Karol Dombrovski Linas Banys                 | 0+11 0+2 0+0 0+0 0+3 0+0 0+1 0+3 0+2 | 1 h 25 min 37 s 8 21 min 10 s 3 21 min 11 s 6 21 min 25 s 9 21 min 50 s 0 | +5 min 47 s 6  |
| 15                                  | 16      | Estonie Rene Zahkna Kristo Siimer Kalev Ermits Raido Ränkel                           | 2+12 0+0 1+3 0+3 1+3 0+0 0+2 0+1 0+0 | 1 h 26 min 03 s 6 21 min 25 s 8 22 min 26 s 7 20 min 56 s 9 21 min 14 s 2 | +6 min 13 s 4  |
| 16                                  | 20      | Chine Cheng Fangming Yan Xingyuan Zhu Zhenyu Zhang Chunyu                             | 2+11 0+1 0+0 0+2 2+3 0+1 0+3 0+1 0+0 | 1 h 26 min 27 s 5 20 min 12 s 8 22 min 37 s 5 21 min 46 s 2 21 min 51 s 0 | +6 min 37 s 3  |
| 17                                  | 12      | Finlande Heikki Laitinen Tero Seppälä Olli Hiidensalo Tuomas Harjula                  | 4+14 0+2 2+3 0+0 0+2 0+1 0+3 0+0 2+3 | 1 h 26 min 57 s 7 22 min 27 s 8 20 min 34 s 7 21 min 25 s 2 22 min 30 s 0 | +7 min 07 s 5  |
| 18                                  | 18      | Bulgarie Blagoy Todev Vladimir Iliev Dimitar Gerdzhikov Anton Sinapov                 | 2+11 0+2 0+1 0+1 0+1 1+3 0+0 0+0 1+3 | 1 h 27 min 05 s 3 22 min 27 s 2 20 min 26 s 6 21 min 58 s 4 22 min 13 s 1 | +7 min 15 s 1  |
| 19                                  | 13      | Tchéquie Jakub Štvrtecký Mikuláš Karlík Adam Václavík Michal Krčmář                   | 1+3 1+3 0+2 0+3 0+0 2+3              | LAP 22 min 55 s 8 20 min 29 s 3 LAP                                       |                |
| 20                                  | 21      | Belgique Florent Claude Thierry Langer Tom Lahaye-Goffart César Beauvais              | 0+0 0+2 0+1 0+2 0+3 0+0              | LAP 21 min 01 s 7 22 min 08 s 2 LAP                                       |                |
| 21                                  | 19      | Slovaquie Michal Šíma Matej Baloga Šimon Bartko Tomáš Sklenárik                       | 0+0 0+2 0+1 0+2 2+3 0+2              | LAP 21 min 39 s 2 22 min 10 s 1 LAP                                       |                |